# New York (1927)
New York é um filme mudo de longa-metragem norte-americano de 1927, do gênero drama, dirigido por Luther Reed, com roteiro escrito por Forrest Halsey baseado em curta história de Becky Gardiner e Barbara Chambers.

## Elenco
- Ricardo Cortez ... Michael Angelo Cassidy
- Lois Wilson ... Marjorie Church
- Estelle Taylor ... Angie Miller
- William Powell ... Trent Regan
- Norman Trevor ... Randolph Church
- Richard 'Skeets' Gallagher ... Buck
- Margaret Quimby.[2] Helen Matthews
- Lester Sharpe ... Izzy Blumenstein (como Lester Scharff)
- Charles Byer ... Jimmie Wharton